# Acacia pubescens
Acacia pubescens é uma espécie de leguminosa do gênero Acacia, pertencente à família Fabaceae.